# Kasia Gruchalla-Wesierski
Kasia Gruchalla-Wesierski, född 31 mars 1991 i Montréal, är en kanadensisk roddare.

## Karriär
Vid olympiska sommarspelen 2020 i Tokyo, som arrangerades 2021, var Gruchalla-Wesierski en del av Kanadas lag som tog guld i åtta med styrman.